# Isidore Battikha
Isidore Battikha (ur. 28 lipca 1950 w Aleppo) – syryjski duchowny melchicki, w latach 2006-2010 arcybiskup Himsu.

## Życiorys
Święcenia kapłańskie przyjął 11 kwietnia 1980. 25 sierpnia 1992 został prekonizowany biskupem pomocniczym Damaszku ze stolicą tytularną Pelusium dei Greco-Melkiti. Chirotonię biskupią otrzymał 10 października 1992. 9 lutego 2006 został mianowany arcybiskupem Himsu. 6 września 2010 zrezygnował z urzędu.